# Liste der Monuments historiques in Le Vieux-Bourg
Die Liste der Monuments historiques in Le Vieux-Bourg führt die Monuments historiques in der französischen Gemeinde Le Vieux-Bourg auf.

## Liste der Bauwerke
| Bezeichnung                      | Beschreibung | Standort | Kennzeichnung | Schutzstatus | Datum | Bild           |
| -------------------------------- | ------------ | -------- | ------------- | ------------ | ----- | -------------- |
| Stèle protohistorique de Kerbrun |              | (Lage)   | PA00089747    | Classé       | 1964  | weitere Bilder |
| Menhir von Porzic                |              | (Lage)   | PA00089746    | Classé       | 1965  | weitere Bilder |
| Menhir de la Ville-Juhel         |              | (Lage)   | PA00089745    | Classé       | 1967  | weitere Bilder |
| Menhir von Pasquiou              |              | (Lage)   | PA00089744    | Classé       | 1965  | weitere Bilder |
| Kreuz                            |              | (Lage)   | PA00089743    | Classé       | 1964  | weitere Bilder |
| Menhir von Botudo                |              | (Lage)   | PA00089742    | Inscrit      | 1969  | weitere Bilder |
| Dolmen von Pasquiou              |              | (Lage)   | PA00089741    | Inscrit      | 1966  | weitere Bilder |

## Liste der Objekte
- Monuments historiques (Objekte) in Le Vieux-Bourg in der Base Palissy des französischen Kultusministeriums